# جاسم علوان
جاسم علوان (عربی: جاسم علوان؛ زاده ۴ ژوئیه ۱۹۲۸ در شهر دیرالزور– درگذشته ۳ ژانویه ۲۰۱۸ در قاهره) یک افسر ارتش سوریه و یک شخصیت برجسته ناصری و یکی از نقش آفرینان اصلی در تاریخ معاصر سوریه در دهه ۱۹۶۰ است.

## رهبری کودتا
کودتای ۱۸ ژوئیه ۱۹۶۳ را رهبری کرد و پس از پیروزی حزب بعث در تاریخ ۸ مارس ۱۹۶۳، نخستین کسی بود که برای انجام کودتا تلاش نمود. پس از شکست خوردن کودتای او، بازداشت شد و دریک دادگاه ویژه تحت سرپرستی سرلشکر صلاح الضللی به همراه همکارانش به اعدام محکوم شد. وی در زندان بود تا اینکه جمال عبدالناصر، رئیس‌جمهور مصر مداخله نموده و حکم او را کاهش داده و به قاهره تبعید گردید.

## پیش از کودتا
پیش از این کودتای معروف، جاسم علوان، در ۲۸ مارس سال ۱۹۶۲، یک شورش معروف در حلب را رهبری کرد و به همراه گروهی از افسران ناصری و بعثی به قلعه الحب حمله کرد و فرمانده آنجا را به قتل رساندند و پرچم حزب بعث را بر فراز آن افراشته نمودند و سپس رادیو را به کنترل خود درآورده و از مصر درخواست نیرو برای محافظت از خود کردند. اما جنبش شکست خورد و فرمانده آن علوان دستگیر شد.

## تبعید
علوان یکی از چهره‌های برجسته جریان ناصری است. او در سال ۱۹۶۸، به عنوان دبیرکل حزب اتحاد دموکرات سوسیالیست عرب انتخاب شد، اما به دلیل اینکه وی خارج از کشور به‌سر می‌برد قادر به انجام وظایف خود نبود و عذرخواهی کرد. به‌جای وی جمال الآتاسی انتخاب شد که تا زمان وفاتش در سال ۲۰۰۰ در این منصب قرار داشت و بعد از وی وکیل حسن عبدالعظیم انتخاب شد.

## بازگشت به سوریه
درتاریخ ۱۹ آوریل ۲۰۰۵ جاسم علوان پس از گذشت ۴۰ سال در تبعید در جمهوری عربی مصر به کشور خود سوریه بازگشت. بعد از اینکه برادر علوان از مقامات مسئول خواست که به او اجازه داده شود به کشورش برگردد تا بتواند در کشور خودش بخاک سپرده شود، رئیس‌جمهور سوریه، بشار اسد، افسران ارشد کاخ ریاست جمهوری را برای استقبال از علوان فرستاد.
بازگشت علوان در زمانی بود که مقامات سوریه سفارتخانه‌های خود در خارج را توجیه کرده بودند که به مردم سوریه که در خارج زندگی می‌کردند برای ورود به سوریه این امکان را بدهند تا بتوانند گذرنامه‌های خود را ارائه داده و به کشور بازگردند.